# Raul Águas
Pour les articles homonymes, voir Águas.
Raul António Águas, né le 1er décembre 1949 à Lobito (Angola), ancienne colonie portugaise, est un footballeur portugais évoluant au poste d'attaquant, devenu entraîneur. 
Il est le neveu de José Águas et cousin de Rui Águas, deux joueurs portugais ayant évolué au sein du Benfica Lisbonne et du FC Porto, ainsi qu’en sélection nationale.

## Biographie
Né à Lobito en Angola, Raul Águas commence sa carrière à Benfica, où il passe trois saisons, devenant ainsi champion du Portugal à deux reprises réalisant le doublé en 1969. Il ne réussit cependant jamais à s’imposer en équipe senior. 
Il quitte alors le club lisboete, rejoignant deux autres clubs portugais, tout d’abord l’Académica de Coimbra, puis l’União de Tomar. Après une première saison en élite avec ces derniers, il connaît la descente, terminant bon dernier du championnat. Et c’est en champion de deuxième division qu’il entame sa troisième saison. Durant ces trois saisons passées chez les rouges et noirs, il marque 57 buts en 101 matches, soit une moyenne d’un peu plus d’un but tous les deux matchs. 
En 1975, il s’expatrie en Belgique où il reste quatre saisons en première division belge, tout d’abord au sein du FC Malines. Ceux-ci relégués en deuxième division lors de la saison 1976-77, il part pour un club plus coté à l’époque, le Lierse SK. Au total, il dispute 131 matches et marque 50 buts. 
En 1979, il retourne au Portugal. Il joue en 2e division, pour l’Oliveira do Bairro SC. Là aussi il s’impose comme un excellent buteur. Toujours au bord de la montée en I Divisão, il n’y parvient pas. Sa meilleure saison est la dernière, durant laquelle en 26 matches de championnat il marque 26 buts. À la demande d’Artur Jorge, il quitte le centre pour le sud du Portugal et rejoint le Portimonense, qui joue en I Divisão, où il ne passe qu’une seule saison et réalise un bon parcours en Coupe (éliminé en demi-finale). La trentaine passé, il retourne en deuxième division auprès du GD Chaves, où il termine sa carrière de joueur en 1985 à l'âge de 35 ans. Durant la saison 1984-85 il en est aussi l’entraîneur.
Entraîneur-joueur, il fait tout d’abord monter le club en 1985, puis en 1987 après avoir terminé à la cinquième place du championnat portugais, il qualifie les rouges de Chaves, pour la Coupe de l’UEFA. Il quitte le club en 1988 et rejoint des clubs plus prestigieux tel que le Boavista FC (1988-1989) et le Sporting CP (décembre 1989-1990) avec lesquels il finit à la troisième place. Il reste dans l'histoire des lions de Lisbonne, comme l'entraîneur qui lance Luís Figo chez les seniors. Puis c’est le retour vers des clubs de moins grande renommée.
En 1995, il rejoint le staff d’António Oliveira qui dirige l'équipe nationale portugaise, en vue de l'Euro 1996, puis devient l’adjoint d’Artur Jorge. Après l'échec d’une qualification de l'équipe portugaise pour la Coupe du monde 1998, ils sont tous les deux limogés.
Aguaus retourne entraîner le club de l’Académica de Coimbra, pour lequel il avait joué 27 ans plus tôt. Il ne finit pas la saison pour rejoindre le club de Figueira da Foz, la Naval. Au terme de cette saison, il se retire du monde du football pendant un an. En 2000, son ami de toujours Artur Jorge, l’appelle à devenir à nouveau son adjoint au sein du CSKA Moscou en Russie. Il devient son adjoint principal et ne le quitte plus.

## Statistiques

### Joueur
| Championnats | Championnats          | Championnats         | Championnats | Championnats | Championnats | Coupes nationales | Coupes nationales | Coupes continentales | Coupes continentales | Sélection Portugal | Sélection Portugal | Total   | Total |
| Saison       | Club                  | Pays                 | Classement   | Matches      | Buts         | Matches           | Buts              | Matches              | Buts                 | Matches            | Buts               | Matches | Buts  |
| ------------ | --------------------- | -------------------- | ------------ | ------------ | ------------ | ----------------- | ----------------- | -------------------- | -------------------- | ------------------ | ------------------ | ------- | ----- |
| 1968-69      | SL Benfica            | I Divisão            | 1°           | 3            | 0            | ?                 | ?                 | 0                    | 0                    | 0                  | 0                  | 3       | 0     |
| 1969-70      | SL Benfica            | I Divisão            | 2°           | 10           | 2            | ?                 | ?                 | 0                    | 0                    | 0                  | 0                  | 10      | 2     |
| 1970-71      | SL Benfica            | I Divisão            | 1°           | 2            | 1            | ?                 | ?                 | 0                    | 0                    | 0                  | 0                  | 2       | 1     |
| 1971-72      | Académica de Coimbra  | I Divisão            | 15°          | 17           | 3            | 1                 | 1                 | 0                    | 0                    | 0                  | 0                  | 18      | 4     |
| 1972-73      | União de Tomar        | I Divisão            | 16°          | 24           | 12           | 3                 | 1                 | 0                    | 0                    | 0                  | 0                  | 27      | 13    |
| 1973-74      | União de Tomar        | II Divisão Z. Sul    | 1°           | 37           | 27           | 6                 | 6                 | 0                    | 0                    | 0                  | 0                  | 43      | 33    |
| 1974-75      | União de Tomar        | I Divisão            | 12°          | 27           | 8            | 4                 | 3                 | 0                    | 0                    | 0                  | 0                  | 31      | 11    |
| 1975-76      | FC Malines            | Division 1           | 15°          | 34           | 14           | ?                 | ?                 | 0                    | 0                    | 0                  | 0                  | 34      | 14    |
| 1976-77      | FC Malines            | Division 1           | 17°          | 32           | 15           | ?                 | ?                 | 0                    | 0                    | 0                  | 0                  | 32      | 15    |
| 1977-78      | Lierse SK             | Division 1           | 4°           | 32           | 10           | ?                 | ?                 | 0                    | 0                    | 0                  | 0                  | 32      | 10    |
| 1978-79      | Lierse SK             | Division 1           | 8°           | 33           | 11           | ?                 | ?                 | 0                    | 0                    | 0                  | 0                  | 33      | 11    |
| 1979-80      | Oliveira do Bairro SC | II Divisão Z. Centro | 3°           | 25           | 20           | ?                 | ?                 | 0                    | 0                    | 0                  | 0                  | 25      | 20    |
| 1980-81      | Oliveira do Bairro SC | II Divisão Z. Centro | 3°           | 29           | 14           | ?                 | ?                 | 0                    | 0                    | 0                  | 0                  | 29      | 14    |
| 1981-82      | Oliveira do Bairro SC | II Divisão Z. Centro | 5°           | 26           | 26           | ?                 | ?                 | 0                    | 0                    | 0                  | 0                  | 26      | 26    |
| 1982-83      | Portimonense          | I Divisão            | 6°           | 26           | 10           | ?                 | ?                 | 0                    | 0                    | 0                  | 0                  | 26      | 10    |
| 1983-84      | GD Chaves             | II Divisão Z. Norte  | 2°           | 6            | 1            | ?                 | ?                 | 0                    | 0                    | 0                  | 0                  | 6       | 1     |
| 1984-85      | GD Chaves             | II Divisão Z. Norte  | 2°           | 5            | 6            | ?                 | ?                 | 0                    | 0                    | 0                  | 0                  | 5       | 6     |
| Total        | Total                 | Total                |              | ?            | ?            | ?                 | ?                 | 0                    | 0                    | 0                  | 0                  | 382     | 191   |

### Entraîneur
| Résultats | Résultats            | Résultats           | Résultats | Résultats | Résultats | Résultats  | Résultats | Total       | Total   | Total      |
| Saison    | Club                 | Pays                | Victoires | Nuls      | Défaites  | Classement | Titres    | % Victoires | % Nuls  | % Défaites |
| --------- | -------------------- | ------------------- | --------- | --------- | --------- | ---------- | --------- | ----------- | ------- | ---------- |
| 1984-85   | GD Chaves            | II Divisão Z. Norte | ?         | ?         | ?         | 2°         | 0         | ?           | ?       | ?          |
| 1985-86   | GD Chaves            | I Divisão           | 15        | 10        | 12        | 6°         | 0         | 40,54 %     | 27,03 % | 32,43 %    |
| 1986-87   | GD Chaves            | I Divisão           | 17        | 9         | 11        | 5°         | 0         | 45,95 %     | 24,32 % | 29,73 %    |
| 1987-88   | GD Chaves            | I Divisão           | 14        | 14        | 15        | 6°         | 0         | 32,56 %     | 32,56 % | 34,88 %    |
| 1988-89   | GD Chaves            | I Divisão           | 4         | 2         | 5         | -          | 0         | ?           | ?       | ?          |
| 1988-89   | Boavista FC          | I Divisão           | 12        | 6         | 2         | 3°         | 0         | ?           | ?       | ?          |
| 1989-90   | Boavista FC          | I Divisão           | 4         | 1         | 5         | -          | 0         | ?           | ?       | ?          |
| 1989-90   | Sporting CP          | I Divisão           | 9         | 9         | 3         | 3°         | 0         | 42,86 %     | 42,86 % | 14,28 %    |
| 1990-91   | SC Braga             | I Divisão           | 1         | 2         | 6         | -          | 0         | ?           | ?       | ?          |
| 1990-91   | Boavista FC          | I Divisão           | 8         | 8         | 7         | 4°         | 0         | ?           | ?       | ?          |
| 1991-92   | Vitória Setúbal      | Divisão de Honra    | ?         | ?         | ?         | ?          | 0         | ?           | ?       | ?          |
| 1992-93   | Vitória Setúbal      | Divisão de Honra    | ?         | ?         | ?         | ?          | 0         | ?           | ?       | ?          |
| 1993-94   | Vitória Setúbal      | I Divisão           | 14        | 6         | 14        | 6°         | 0         | ?           | ?       | ?          |
| 1994-95   | Vitória Setúbal      | I Divisão           | ?         | ?         | ?         | ?          | 0         | ?           | ?       | ?          |
| 1994-95   | FC Paços de Ferreira | Divisão de Honra    | 12        | 6         | 6         | ?          | 0         | ?           | ?       | ?          |
| 1995-96   | CS Marítimo          | I Divisão           | 11        | 4         | 10        | ?          | 0         | ?           | ?       | ?          |
| 1998-99   | Académica de Coimbra | I Divisão           | 3         | 5         | 13        | ?          | 0         | ?           | ?       | ?          |
| 1998-99   | Naval 1º de Maio     | Divisão de Honra    | 0         | 4         | 4         | 13°        | 0         | ?           | ?       | ?          |
| Total     | Total                | Total               | ?         | ?         | ?         | ?          | 0         | ?           | ?       | ?          |

### Coupes continentales jouées en tant qu’entraîneur
| Date              | Club        | Compétition | Adversaire               | Résultat |
| ----------------- | ----------- | ----------- | ------------------------ | -------- |
| 16 septembre 1987 | GD Chaves   | C3          | CS Universitatea Craiova | 3-2      |
| 30 septembre 1987 | GD Chaves   | C3          | CS Universitatea Craiova | 1-2      |
| 21 octobre 1987   | GD Chaves   | C3          | Budapest Honvéd          | 1-2      |
| 4 novembre 1987   | GD Chaves   | C3          | Budapest Honvéd          | 3-1      |
| 13 septembre 1989 | Boavista FC | C3          | Chemnitzer FC            | 1-0      |
| 27 septembre 1989 | Boavista FC | C3          | Chemnitzer FC            | 2-2 a-p  |

## Palmarès

### En tant que joueur

#### Avec l’SL Benfica
- Vainqueur du Championnat du Portugal de football : 3 fois (1967-68), (1968-69), (1970-71).
- Vainqueur de la Coupe du Portugal de football : 2 fois (1968-69), (1969-70).

#### Avec l’União de Tomar
- Vainqueur du Championnat du Portugal de football D2 : 1 fois (1973-74).